# Liefde voor muziek (album)
Liefde voor muziek is de naam van een album van René Froger uit 2013. Deze schijf werd op 12 april 2013 uitgegeven en bevat een selectie van Nederlandstalige nummers van Froger. Deze nummers komen van de albums Doe maar gewoon en Froger. Naast deze oudere liedjes bevat het album ook een aantal nummers die Froger (live) gezongen heeft tijdens een toer. Deze nummers waren echter nooit eerder verschenen op cd.

## Tracklist
1. Daar Sta Je Dan 2013 (Waar Zijn Al Je Vrienden)
2. Laat Me Alleen (live)
3. 'K Heb Je Lief
4. Doe Maar gewoon
5. Heel Even (Live)
6. Alles Kan Een Mens Gelukkig Maken (Een Eigen Huis 2007)
7. Ogen Weer Geopend
8. Telkens Weer (Live)
9. Jij Moet Verder
10. Vrienden (duet met Jeroen van der Boom)
11. Is Dit Alles (Live)
12. Op Zondagmorgen
13. Samen
14. Laat me (Live)
15. Ik Zal Altijd Op Je Wachten (duet met Karin Bloemen)
16. Het Verleden Kruist Het Heden
17. Toen Ik Je Zag (Live)
18. De Vleugels Van Mijn Vlucht (Live)
19. Bloed, Zweet En Tranen (Live)

### NederlandseAlbum Top 100
| Positie: | 3 | 10 | 13 | 19 | 34 | 57 | 58 | 65 | 66 | uit |

### VlaamseUltratop50/100/200
| Positie: | 147 | 182 | uit | 115 | 123 | 154 | uit | 200 | uit |